# Andile Fikizolo
Andile Eugene Fikizolo (Inanda, 13 maggio 1994) è un ex calciatore sudafricano, di ruolo centrocampista.

## Carriera

### Club
Ha sempre giocato nella massima serie sudafricana.

### Nazionale
Ha rappresentato la Nazionale sudafricana alle Olimpiadi del 2016.